# آخرت‌شناسی هندو
آخرت‌شناسی هندو (انگلیسی: Hindu eschatology) در سنت ویشنوپرستی به شکل کالکی یا دهمین و آخرین اوتار نام‌های ویشنو، خدا در هندوئیسم و قبل از اینکه عصر به پایان برسد، و هاریهارا به‌طور همزمان جهان را حل کرده و بازسازی می‌کند. دوره کنونی کالی یوگا، آخرین دوره از چهار یوگای است که عصر کنونی را تشکیل می‌دهند. درست پس از خروج کریشنا از زمین به شکل انسان، تقریباً در ۳۱۰۲ قبل از میلاد.